# Catherine Gore

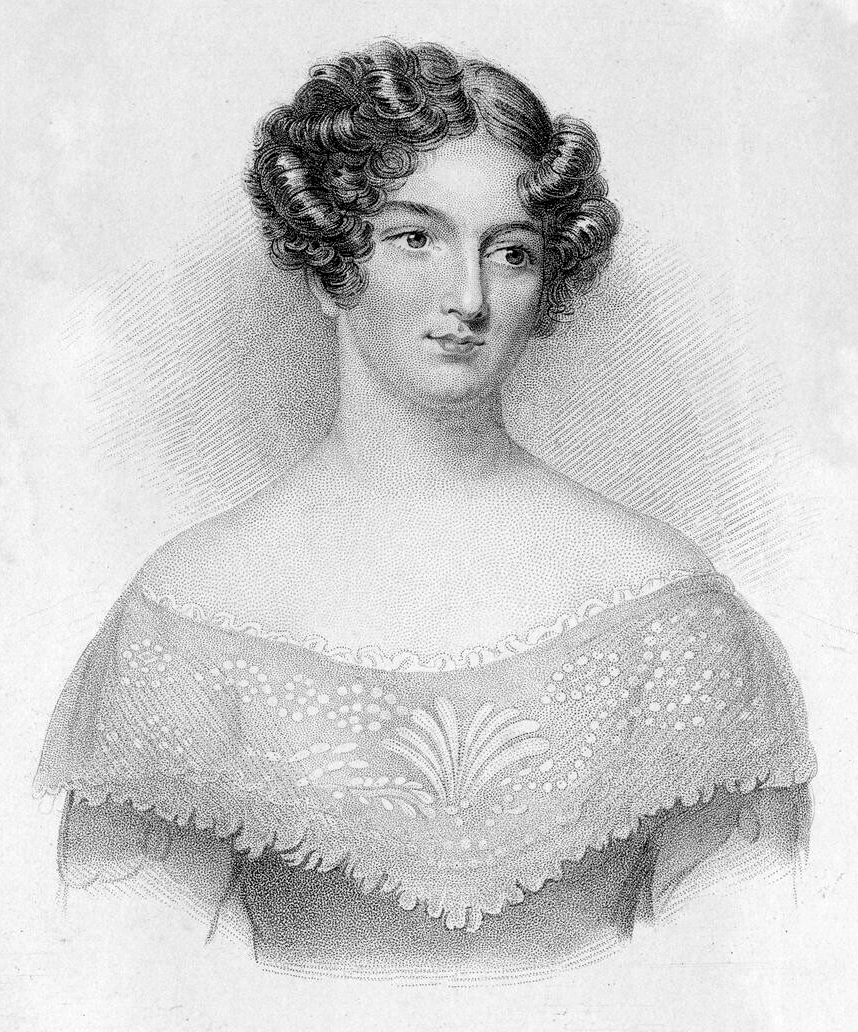
Catherine Gore

Catherine Grace Frances Gore, geborene Moody (* 1799 in East Retford, Nottinghamshire; † 29. Januar 1861 in Linwood) war eine englische Schriftstellerin. Außerdem bearbeitete sie mehrere französische Bühnenstücke und komponierte einige Volksgesänge, namentlich Burn's And ye shall walk in silk attire.

## Leben
1823 heiratete Catherine Francis den Kapitän Arthur Gore (1788–1847), einen Urenkel von Arthur Gore, 1. Earl of Arran. Ihr Enkel war der britische Tennisspieler Arthur Gore.

## Werke
- The Bond. London 1824 (Gedicht)
- The school of coquettes. 1831 (Komödie)
- Abednego, the money-lender. 1834 (Roman)
  - Der Geldverleiher – ein viktorianischer Roman. Übersetzt von Theodor Fontane. Ediert und mit einer Einleitung versehen von Iwan-Michelangelo D’Aprile. Die Andere Bibliothek, Berlin 2021, ISBN 978-3-8477-0441-6
  - Der Geldverleiher. Deutsch von Ludwig Hauff. Franckh, Stuttgart 1846.
- Castles in the air. London 1847 (Komödie)
- A Life’s Lessons. London 1856 (Komödie)